# Liste des édifices labellisés « Maisons des Illustres » dans les Pays de la Loire
Cet article recense les édifices possédant le label « Maisons des Illustres » en Pays de la Loire, en France. 
Au début 2024, la région compte six édifices ainsi labellisés.

## Liste
| Édifice                                         | Personnalité                      | Département    | Commune                  | Référence | Protection        | Coordonnées                 | Photo |
| ----------------------------------------------- | --------------------------------- | -------------- | ------------------------ | --------- | ----------------- | --------------------------- | ----- |
| Maison Julien-Gracq                             | Julien Gracq                      | Maine-et-Loire | Saint-Florent-le-Vieil   | MI119     |                   | 47° 21′ 50″ N, 1° 00′ 46″ O |       |
| Musée Robert-Tatin                              | Robert Tatin                      | Mayenne        | Cossé-le-Vivien          | MI121     | Classé MH (2023)  | 47° 56′ 34″ N, 0° 54′ 27″ O |       |
| Maison de Georges Clemenceau                    | Georges Clemenceau                | Vendée         | Saint-Vincent-sur-Jard   | MI122     | Classé MH (1970)  | 46° 24′ 23″ N, 1° 32′ 51″ O |       |
| Musée national Clemenceau-de-Lattre             | Georges Clemenceau                | Vendée         | Mouilleron-Saint-Germain | MI212     |                   | 46° 40′ 30″ N, 0° 50′ 58″ O |       |
| Maison natale du maréchal de Lattre de Tassigny | Jean de Lattre de Tassigny        | Vendée         | Mouilleron-Saint-Germain | MI123     | Inscrit MH (2021) | 46° 40′ 31″ N, 0° 50′ 58″ O |       |
| Manoir des sciences de Réaumur                  | René-Antoine Ferchault de Réaumur | Vendée         | Réaumur                  | MI120     |                   | 46° 43′ 05″ N, 0° 48′ 04″ O |       |